# Elwood (Illinois)
Pour les articles homonymes, voir Elwood.
Elwood est un village situé au centre du comté de Will,  dans l'Illinois, aux États-Unis,. 
Fondé en 1854, il est incorporé le 12 septembre 1873.

## Démographie
Lors du recensement de 2010, le village comptait une population de 2 279 habitants. Elle est estimée, en 2017, à 2 265 habitants.

### Source de la traduction
- (en) Cet article est partiellement ou en totalité issu de l’article de Wikipédia en anglais intitulé « Elwood, Illinois » (voir la liste des auteurs).